# ヘキサフルオロ-2-プロパノール
ヘキサフルオロ-2-プロパノール（Hexafluoro-2-propanol）は、化学式(CF3)2CHOHで表される有機化合物であり、アルコールの一種である。ヘキサフルオロイソプロパノールとも呼ばれ、しばしばHFIPと略される。溶媒及び合成中間体として主に利用されている。

## 化学的性質
高い揮発性を持つ無色透明液体であり、刺激臭がある。分子内で大きく分極しており強い水素結合部位を持つため、水素結合受容体であるアミドやエーテルなどを溶解させることができる。
高い密度を持っているが、粘度、屈折率は共に低く、紫外線は透過する。

## 合成法
ヘキサフルオロアセトンのヒドリド還元、あるいは触媒的水素化反応によって生成する。
(CF3)2CO  +  H2   →   (CF3)2CHOH

## 利用
主に、分極したポリマーを溶解させるための溶媒、及び有機合成における溶媒として利用されている。.ポリアミド、ポリアクリロニトリル、ポリアセタール、ポリエステル、ポリケトンのような通常の溶媒に溶けないようなポリマーを溶かすことが可能である。また、生化学の分野においても用いられ、ペプチドやβシート構造を持つ単量体タンパク質を溶解させる。
また、自身が持つ酸性度（pKa = 9.3）のため、イオン対HPLCの緩衝液としても用いられる。
吸入麻酔薬であるセボフルランの前駆体であり代謝産物でもある。

## 安全性
腐食性をもつ揮発性液体であり、重篤な呼吸器障害、火傷を引き起こす恐れがある。